# Lorrane Oliveira
Lorrane dos Santos Oliveira (Nova Iguaçu, 13 april 1998) is een Braziliaanse gymnaste. Ze vertegenwoordigde Brazilië op de Olympische Spelen in 2016 in Rio en op de Olympische Spelen in Parijs in 2024, waar ze brons haalde met het team, een primeur voor Brazilie.

## Loopbaan
In 2015 werd het Braziliaanse team negende op de wereldkampioenschappen. Individueel werd Oliveira achttiende in de meerkampfinale.
In 2016 was Brazilië als team gekwalificeerd voor de Olympische Spelen in Rio. Oliveira werd geselecteerd voor het team, samen met Rebeca Andrade, Jade Barbosa, Daniele Hypólito en Flávia Saraiva. Ze gingen door naar de teamfinale en werden uiteindelijk achtste.
In 2018 was ze deel van het team op de wereldkampioenschappen samen met Andrade, Barbosa, Saraiva en Thais Fidélis. Het Braziliaanse team werd zevende.
In 2019 werd het Braziliaanse turnteam slechts veertiende op de wereldkampioenschappen, waardoor ze zich niet als team kwalificeerden voor de Olympische Spelen. Ook individueel raakte Oliveira niet gekwalificeerd voor de Spelen.
In 2022 deed ze mee aan de wereldkampioenschappen samen met Flávia Saraiva, Júlia Soares, Rebeca Andrade en Carolyne Pedro. In de teamfinale werden ze vierde na de VS, GB en Canada.
In 2023 wonnen de Braziliaanse gymnastes zilver in de teamfinale, na het goud van de Verenigde Staten. Het was de eerste keer dat een Zuid-Amerikaans land een medaille won in de teamfinale van de wereldkampioenschappen turnen.
In 2024 was Oliveira geselecteerd om Brazilie te vertegenwoordigen op de Olympische Spelen, samen met Rebeca Andrade, Jade Barbosa, Flávia Saraiva en Júlia Soares. Ze wonnen de bronzen medaille in de teamfinale, na de VS en Italie. Dit was de eerste Olympische medaille voor het Braziliaanse team ooit.

## Resultaten
| Jaar | Plaats                        | Resultaten           |
| ---- | ----------------------------- | -------------------- |
| 2015 | Wereldkampioenschap           | 9e team 18e meerkamp |
| 2016 | Olympische Spelen Rio         | 8e team              |
| 2018 | Wereldkampioenschap Doha      | 7e team              |
| 2019 | Wereldkampioenschap Stuttgart | 14e team             |
| 2022 | Wereldkampioenschap Liverpool | 4e team              |
| 2023 | Wereldkampioenschap Antwerpen | team                 |
| 2024 | Olympische Spelen Parijs      | team                 |